# Ryū ga gotoku - jissha-ban
Pour plus de détails, voir Fiche technique et Distribution.
Ryū ga gotoku - jissha-ban (龍が如く 〜序章〜) est un moyen métrage de yakuza de 43 minutes, servant d'introduction au jeu vidéo Yakuza. Réalisé par Takeshi Miyasaka et produit par Takashi Miike (crédité en tant que integration director), ce film est sorti en 2005 au Japon.
La réalisation de Ryū ga gotoku - jissha-ban est souvent injustement attribuée à Takashi Miike, réalisateur de sa suite, l'adaptation officielle du jeu au cinéma, intitulée Like a Dragon.
Destiné à promouvoir Yakuza, projet colossal puisque le budget du jeu et de sa suite, Yakuza 2, serait de 2.4 milliards de yens selon Sega (21 millions de dollar US), ce qui en fait un des jeux vidéo les plus coûteux jamais créés, le film est disponible gratuitement sur le site officiel du jeu, sous-titré en anglais. Il est également disponible en DVD au Japon.

## Distribution
- Masakatsu Funaki : Kazuma Kiryu
- Yu Kong
- Ayaka Maeda : Yumi Sawamura
- Mikio Ōsawa : Nishiki